# Америций
Америций (Am) (на латински: Americium) е изкуствено получен радиоактивен химичен елемент от групата на актинидите, 95-ият елемент в периодичната система на елементите.

## История
Елементът е получен изкуствено през 1944 г. от екипа на Глен Сиборг от Бъркли, Калифорния, в Металургичната лаборатория на Чикагския университет, като част от проекта „Манхатън“.

## Свойства
Америцият е метал със сребристобял цвят, ковък и сферографитен. Свети в тъмното. Топи се при 1175°C.

## Произход на името
Наречен е на Америка, както европият е наречен на Европа.